# AGO C.VIII
L'AGO C.VIII era un monomotore da ricognizione biplano biposto sviluppato dall'azienda tedesco imperiale AGO Flugzeugwerke GmbH nei tardi anni dieci del XX secolo e rimasto allo stadio di prototipo.
Derivato dal precedente AGO C.IV, dal quale si discostava essenzialmente per la motorizzazione adottata, e destinato alla Luftstreitkräfte, la componente aerea del Deutsches Heer (l'esercito imperiale tedesco), come dotazione dei reparti da ricognizione aerea durante la prima guerra mondiale, non venne avviato alla produzione in serie anche a causa dell'inaffidabilità del motore Mercedes D.IV.

## Storia del progetto
Durante le fasi iniziali del primo conflitto mondiale l'industria ad indirizzo bellico dell'Impero tedesco ebbe una veloce evoluzione tecnologica. Le applicazioni nell'aviazione militare si concretizzarono anche nella continua ricerca nelle prestazioni dei motori aeronautici e quando si resero disponibili i più potenti motori Mercedes D.IV ad 8 cilindri in linea, in grado di erogare 220 PS (162 kW), le aziende aeronautiche iniziarono ad adattare i modelli fino ad allora sviluppati al nuovo propulsore.
Anche l'AGO Flugzeugwerke avviò lo sviluppo di un nuovo modello che rispondesse ai requisiti Idflieg per i C-Typ, velivoli biplani biposto destinati alla ricognizione ed osservazione aerea dotati di armamento difensivo, e che adottasse il nuovo propulsore Mercedes. Basato sull'esperienza dei precedenti modelli, in particolar modo dal C.VI prodotto in serie dall'azienda tedesco imperiale, ne riproponeva l'aspetto generale, biplano, monomotore, biposto con carrello fisso, intervenendo solamente sull'impennaggio.
Ne venne realizzato un prototipo ma le carenze dell'unità motrice, dall'elevata fragilità a causa delle elevate vibrazioni durante il suo funzionamento e da cui derivava una scarsa affidabilità, determinarono l'abbandono del progetto.

## Tecnica
L'AGO C.VIII conservava l'aspetto classico affine ai modelli identificati come C-Typ dalle specifiche Idflieg; biplano, monomotore, biposto con carrello fisso.
La fusoliera, di sezione rettangolare, era dotata di una coppia di abitacoli aperti in tandem, l'anteriore destinato al pilota ed il posteriore, come da specifica dotato di mitragliatrice difensiva brandeggiabile montata su anello, a disposizione dell'osservatore. Posteriormente terminava in un impennaggio classico monoderiva e dotato di piani orizzontali controventati.
La configurazione alare era biplana con ala superiore, montata alta a parasole sulla fusoliera, ed inferiore, montata bassa, di uguale apertura, la prima collegata alla fusoliera da una struttura tubolare e collegate tra loro da due coppie di montanti per lato ed integrate da tiranti in cavetto d'acciaio.
Il carrello d'atterraggio era un semplice biciclo anteriore fisso dotato di ruote di grande diametro collegate da un asse rigido ed integrato posteriormente con un pattino d'appoggio.
La propulsione era affidata ad un motore Mercedes D.IV, un otto cilindri in linea raffreddato a liquido in grado di erogare una potenza pari a 220 PS (162 kW) caratterizzato dall'impianto di scarico a "corno di rinoceronte", posizionato all'apice anteriore della fusoliera ed abbinato ad un'elica bipala in legno a passo fisso.

## Utilizzatori
Germania
- Luftstreitkräfte (previsto)